# Zachemski Ferenc
Zachemski Ferenc (Felsőgalla, 1918. szeptember 29. – Budapest, 2017. augusztus 28.) platina okleveles gépészmérnök, az FGSZ Zrt. első jogelőd vállalatának főmérnöke, a Miskolci Nehézipari Műszaki Egyetem meghívott előadója, a kőolaj és földgázszállítás nemzetközileg elismert szakembere, Siófok város díszpolgára. Az ő nevéhez köthető a „dugós szállítás” és a katódvédelem gyakorlati bevezetése. Utóbbi forradalmasította az acél csővezetékek korrózió elleni védelmét, így a vezetékek élettartama jelentősen megnövekedett.

## Élete, munkássága
1918. szeptember 29-én született Felsőgallán, bányász generációk gyermekeként. A Budapesti Műegyetemen szerzett kitűnő minősítéssel gépészmérnöki diplomát. 1942-ben kezdte meg mérnöki pályáját a Magyar Amerikai Olajipari Részvénytársaságnál. Családjával 1946-ban költözött Siófokra. A MAORT siófoki építő csoportjának mérnöke, majd a vállalattá alakuláskor az első főmérnök volt.
1956-ban a Munkástanács elnökeként érték a forradalmi események, feladata a budapesti fogyasztók gázellátásának biztosítása volt, amelyet szabotázsként értékeltek. 1957-ben ellenforradalmi tevékenység vádjával letartóztatják, börtönbüntetéséből másfél évet kellett leülnie. Később Budapesten, a Vegyépszer Vállalatnál helyezkedik el, közben a Miskolci Nehézipari Műszaki Egyetem Bányamérnöki karán meghívott előadóként oktatja az olajbányász hallgatókat, majd a gáz- és olajmérnök képzésben jeleskedik. Egykori vállalata életében is sokáig jelen volt, gyakran hívták tanácsait kérve. 2011-ben nyerte el Siófok Város díszpolgára címet. Zachemski Ferenc 99 évesen, 2017. augusztus 28-án hunyt el.

## Publikációi
1. Zachemski Ferenc: Olajtávvezetékek korrózióvédelme. In.: Bányászati lapok, 1953. (86. évf.) 11. sz. 559-565. old.
2. Zachemski Ferenc: Olajtávvezetékek korrózióvédelme. In.: Bányászati Kutató Intézet közleményei Bp., Révai Nyomda, 1954. 25-31. old.
3. Zachemski Ferenc: Földgáz és kőolaj periodikus szállítása ugyanazon távvezetéken. In.: Bányászati lapok, 1965. (98. évf.) 4. sz. 273-276. old.
4. Bognár János - Dr. Falk Richárd - Dr. Gráf László - Nedea Ede - Peti László - Póra Ferenc - Dr. Szilas A. Pál - Zachemski Ferenc: A földgáz termelése, előkészítése és szállítása, Műszaki Könyvkiadó, Bp., 1967.
5. Zachemski Ferenc: Új szigetelés a hazai csőtávvezetékekhez. In.: Bányászati és kohászati lapok. Kőolaj és Földgáz, 1969. (2. (102.) évf.) 2. sz. 62. old.
6. Zachemski Ferenc: Dermedő kőolajok csőtávvezetéki szállításának gazdaságossági kérdései. In.: Bányászati és kohászati lapok. Kőolaj és Földgáz, 1969. (2. (102.) évf.) 7. sz. 200-203. old.
7. Zachemski Ferenc: Szénhidrogén-szállítási rendszerek fejlődése Magyarországon. In.: Bányászati és kohászati lapok. Kőolaj és Földgáz, 1970. (3. (103.) évf.) 3. sz. 82-89. old.
8. Zachemski Ferenc: Észrevétel. In.: Bányászati és kohászati lapok. Kőolaj és Földgáz, 1972. (5. (105.) évf.) 2. sz. 47. old.
9. Zachemski Ferenc: Vegyipari csővezetékek. Szerk.: Öri Róbert. Bp., Műszaki Kvk., 1972. 445 p. [ismertetés]. In.: Bányászati és kohászati lapok. Kőolaj és Földgáz, 1972. (5. (105.) évf.) 8. sz. 245. old.
10. Zachemski Ferenc: A hazai csőtávvezetékes szénhidrogén-szállítások elemzése. In.: Bányászati és kohászati lapok. Kőolaj és Földgáz, 1972. (5. (105.) évf.) 9. sz. 257-264. old.
11. Zachemski Ferenc: Csőtávvezetékes gázszállítás műszaki-gazdasági elemzése. In.: Ipari energiagazdálkodás : az Energiagazdálkodási Tudományos Egyesület lapja, 1973. (14. évf.) 1. sz. 25-28. old.
12. Zachemski Ferenc: Csőtávvezetékek hegesztési körvarratainak értékeléséről. In.: Bányászati és kohászati lapok. Kőolaj és Földgáz, 1974. (7. (107.) évf.) 5. sz. 145-147. old.
13. Czére Béla – Kovács István – Dr. Duzs János – Dr. Nagy Ervin – Hegyi Kálmán – Veroszta Imre – Dr. Kaján Béla – Dr. Vilmos Endre – Kovács Géza – Zachemski Ferenc: Közlekedésünk az ezredfordulón. Műszaki Könyvkiadó, Bp., 1975.